# Dent d’Oche
Dent d’Oche – szczyt w Préalpes de Savoie, części Alp Zachodnich. Leży we wschodniej Francji w regionie Owernia-Rodan-Alpy. Należy do Massif du Chablais. Jest to najwyższy szczyt masywu Chablais. Szczyt można zdobyć ze schroniska Refuge de la Dent d' Oche (2114 m).